# Peptococcus
Peptococcus è un genere di batterio appartenente alla famiglia delle Peptococcaceae. I Peptococchi sono cocchi anaerobi che abitualmente sono riscontrabili nella flora intestinale e in quella vaginale. P. niger è un raro patogeno opportunista.